# Sisyrinchium halophilum
Sisyrinchium halophilum  (лат.) — вид цветковых растений рода Голубоглазка (Sisyrinchium) семейства Ирисовые (Iridaceae). 

## Ботаническое описание
Многолетнее корневищное травянистое растение, формирующее дерновинки. Стебли покрыты восковым налётом, высотой до 26—40 см. Плоские листья похожи на листья злаков. 
Цветок состоит из 6 листочков околоцветника около 1 см длиной. Они бледно-синего или бледно-пурпурного цвета с жёлтыми основаниями. Кончики листочков часто острые или зазубренные. 
Плод — бежевая коробочка.

## Распространение и местообитание
Растёт на западе США и вокруг Большого Бассейна и пустыни Мохаве во влажных, часто сильнощелочных местах, таких как ключи, минеральные источники, луга.